# Chlorurus japanensis
Chlorurus japanensis là một loài cá biển thuộc chi Chlorurus trong họ Cá mó. Loài này được mô tả lần đầu tiên vào năm 1789.

## Từ nguyên
Từ định danh của loài được đặt theo tên của nơi mà mẫu định danh được tìm thấy, Nhật Bản (–ensis: hậu tố biểu thị nơi chốn).

## Phạm vi phân bố và môi trường sống
C. japanensis có phạm vi phân bố khá rộng ở Tây Thái Bình Dương. Từ quần đảo Trường Sa (Việt Nam), phạm vi của loài này mở rộng đến hầu hết khu vực Tam giác San Hô; ngược lên phía bắc đến quần đảo Ryukyu (Nhật Bản) và đảo Đài Loan; trải dài đến rạn san hô Great Barrier và các rạn san hô vòng trên biển San Hô ở phía nam; về phía đông đến quần đảo Mariana, Palau, Liên bang Micronesia, quần đảo Marshall, Vanuatu, Fiji, Tonga và quần đảo Samoa.
C. japanensis sống gần các rạn san hô viền bờ và rạn san hô trong các đầm phá ở độ sâu đến ít nhất là 20 m.

## Mô tả
C. japanensis có chiều dài cơ thể tối đa được biết đến là 31 cm. Thân thuôn dài, hình bầu dục. Vây đuôi hơi tròn hoặc cụt ở cá cái, hơi lõm ở cá đực. C. japanensis cái có màu nâu sẫm nhưng vây đuôi màu đỏ cam. Thân của cá đực có hai màu rõ rệt: màu vàng nhạt ở thân sau, chuyển dần thành màu xanh lục lam ở cuống và vây đuôi, vảy có các vạch màu cam; thân trước màu nâu tím, tạo thành một dải xiên xuống bụng. Đỉnh đầu màu tím xám; hai bên má màu vàng. Có 3 vệt màu xanh lục lam băng qua mắt, vệt dưới cùng nối liền với vệt xanh ở quanh môi.
Số gai vây lưng: 9; Số tia vây ở vây lưng: 10; Số gai vây hậu môn: 3; Số tia vây ở vây hậu môn: 9; Số tia vây ở vây ngực: 15.

## Phân loại học
C. japanensis là một loài chị em với Chlorurus sordidus. Cá đực của cả hai có chung kiểu hình là cuống và vây đuôi không cùng màu với thân. Ngoài ra, cả hai loài này cũng có chung kiểu hình ở vây lưng và vây hậu môn (màu xanh lam) với Chlorurus capistratoides: cả hai vây này đều có một dải màu cam ở giữa.
Năm 1906, Jordan và Seale đã mô tả hai loài mới nhưng dựa trên hai kiểu hình cá đực và cá cái của C. japanensis: Callyodon abacurus (đực) và Ca. pyrrhurus (cái).

## Sinh thái học
Thức ăn của C. japanensis là tảo. C. japanensis sống đơn độc hoặc hợp thành đàn nhỏ trên các mỏm đá và rạn san hô. Cá đực có thể sống theo chế độ hậu cung, với khoảng 2–3 con cá cái trong nhóm.
C. japanensis được đánh bắt bằng phương pháp thủ công, nhưng không phải là loài được nhắm mục tiêu.